# Едда (премія)
«Е́дда» (ісл. Edduverðlaunin) — нагорода, яку присуджує Ісландська академія кінематографа та телебачення (Íslensku Kvikmynda- og Sjónvarpsverrlaunin, ÍKSA), і яка є головною премією в галузі кіно та телебачення в Ісландії.
Премію Едда присуджують за видатні досягнення в різних категоріях кіно та телебачення щорічно з 1999 року.
У 2009 році нагородження не проводилося.

## Категорії
- Найкращий фільм року (Kvikmynd ársins)
- Найкращий режисер року (Leikstjóri ársins)
- Найкращий актор року (Leikari ársins í aðalhlutverki)
- Найкраща акторка року (Leikkona ársins í aðalhlutverki)
- Найкращий актор другого плану року (Leikari ársins í aukahlutverki)
- Найкраща акторка другого плану року (Leikkona ársins í aukahlutverki)
- Найкращий сценарій (Handrit ársins)
- Найкращий оператор (Kvikmyndatökumaður ársins)
- Найкращий дизайн костюмів (Bứningar ársins)
- Найкращий звук (Hljóðhönnun ársins)
- Найкращий монтаж (Klipping ársins)
- Найкраща музика в кіно/ТБ (Tónlist í kvikmynd/sjónvarpi)
- Найкращі візуальні ефекти (Brellur ársins)
- Найкращий короткометражний фільм (Stuttmynd ársins)
- Найкращий документальний фільм (Heimildamynd ársins)
- Найкращий грим (Gerfi ársins)
- Найкраща робота художника-постановника (Leikmynd ársins)
- Телевізійне шоу року (Leikið sjónvarpsefni ársins)
- Телевізійна драма/комедія року (Skemmtiþáttur ársins)
- Телеведучий року (Vinsãlasti sjónvarpsmaður ársins)
- Телевізійна програма року
- Почесна нагорода Академії кінематографії та телебачення (Heiðursverðlaun ÍKSA)